# Élthes Gyula
Élthes Gyula (Tusnádi Élthes; Csíkszereda, 1885 – Budapest, 1957) magyar szerkesztő, jogtudományi szakíró, egyetemi tanár, a jogtudományok doktora.

## Élete és munkássága
1902-ben végezte el középiskolai tanulmányait a Csíksomlyói Római Katolikus Főgimnáziumban. 1907 és 1922 között a Csíki Lapok szerkesztőjeként dolgozott. 1908. szeptember 16-ától, a 38. számtól kezdve a lap főmunkatársa volt, majd Fejér Antal mellett az újság társszerkesztője, később felelős szerkesztője lett.  „Ez idő alatt ő volt a lap szellemi irányítója és tényleges szerkesztője. A lap minden rovatát ő állította össze” – írja Endes Miklós történész Csík-, Gyergyó-, Kászon-székek Csík vármegye földjének és népének története 1918-ig című munkájában.
Ő írta meg a Csíki Lapok huszonöt éves történetét, amelyet az újság 1912. decemberi jubileumi számában közölt le. Az első világháború idején az általa szerkesztett újság napilappá nőtte ki magát, ezalatt az idő alatt ő vállalta a napi megjelentetés feladatát.
1922 márciusában Magyarországra távozott, majd Budapesten mint egyetemi tanár tevékenykedett. A Kihágási Tanács büntetőbírája és kormányfőtanácsos is volt. 1957-ben halt meg Budapesten. Jogtudományi művei közül A rendőri büntetőjog tára I-IV. (Budapest, 1940) című a legjelentősebb.